# Górka (Równina Słupska)
Górka – wzniesienie o wysokości 82,6 m n.p.m. na Równinie Słupskiej, położone w woj. zachodniopomorskim, w powiecie sławieńskim, na obszarze gminy Malechowo.
Wzniesienie ma dwa wierzchołki porównywalnej wysokości, oba porośnięte lasem.
Ok. 0,6 km na południe od Górki leży wieś Sieciemin.
Nazwę Górka wprowadzono urzędowo w 1953 roku, zastępując poprzednią niemiecką nazwę Gurken-Berg.